# Viraduk
Viraduk är ett finmaskigt nät tillverkat av metall- eller plasttrådar. Ursprungligen tillverkades viraduk av speciellt brons- eller annan metalltråd, men dessa material har numera i stort sett helt ersatts av plastbaserade material med bättre hållbarhet.
Viradukar brukar anges med s.k. "mesh"-tal, som motsvarar antal trådar eller maskor per tum ("inch"; 25,4 mm). En duk som t.ex. anges med 100 mesh har alltså 100 trådar per 25,4 mm. Tråd, som används i virorna, kan som exempel ha diametrar runt 120 µm, och avståndet mellan två trådar kan vara 150 µm räknat från trådarnas centrumlinjer. Detta medför att öppningarna för passage av vatten för en duk med 100 mesh är av storleksordningen 30 µm x 30 µm.

## Viraduk för papperstillverkning
Viraduk, som naturligtvis är vattengenomsläpplig, används speciellt i pappersmaskiner vid tillverkning av papper och kartong i samband med avvattning av mälden i maskinernas våtparti, där pappersarket formas.
Idag tillverkas viror för papperstillverkning med komplicerade flerskiktsstrukturer för att erbjuda optimala arkformningsförhållanden, önskad retentionsgrad samt goda avvattningsegenskaper.
Massafibrer för papperstillverkning har en längd av 500–3 000 µm (0,5–3 mm) och en diameter av storleksordningen 15–40 µm. Mekaniska massor innehåller också fiberdelar med längder ned mot 100 µm och därunder, s.k. finmaterial eller "fines". Fyllnadsmaterial, som ofta tillsätts till mälden för att ge papperet önskvärda egenskaper, kan däremot ha partikelstorlekar runt några µm. Den andel fibrer, fiberdelar eller tillsatta ämnen, som kvarhålls av viraduken, brukar anges som "retentionsgrad". Låg retentionsgrad innebär att filtratet ("bakvattnet") blir mer bemängt med fiberkomponenter och tillsatsmaterial.
För analys av storleksfördelningen av olika fiberandelar i pappersmassor tillämpas standardiserade separationsförfaranden med hjälp av gradvis allt mindre viradukar, s.k. fiberfraktionering. Sålunda kan enligt den nordiska SCAN-standarden CM 6:05 fraktionering göras med upp till sju fraktioner (andelar) med viradukar enligt följande tabell där fraktion 7 passerar genom den finaste viraduken med 200 mesh (härvid kan noteras att t.ex. duk med 16 mesh har mindre öppningar än duk med 12 mesh):
| Fraktion     | Viraduk (mesh-tal) | Masköppning (µm) |
| ------------ | ------------------ | ---------------- |
| 1. > 12      | 12                 | 1680             |
| 2. 16 - 12   | 16                 | 1190             |
| 3. 30 - 16   | 30                 | 595              |
| 4. 50 - 30   | 50                 | 297              |
| 5. 100 - 50  | 100                | 149              |
| 6. 200 - 100 | 200                | 74               |
| 7. < 200     |                    |                  |

Som typiska fraktionssammansättningar för olika massor kan följande tabell visas, där massorna har malts för att passa till normala papperskvaliteter för respektive massa (mekanisk massa för tidningspapper, sulfatmassorna för tryck- och skrivpapper):
| Fraktion  | Mekanisk massa | Lövvedssulfatmassa | Barrvedssulfatmassa |
| --------- | -------------- | ------------------ | ------------------- |
| > 16      | 15 %           | 1 %                | 50 %                |
| 30 - 16   | 25%            | 3 %                | 25 %                |
| 50 - 30   | 14 %           | 50 %               | 10 %                |
| 100 - 50  | 8 %            | 30 %               | 4 %                 |
| 200 - 100 | 8 %            | 8 %                | 4 %                 |
| < 200     | 30 %           | 8 %                | 7 %                 |